# Comarca di Écija
La comarca di Écija è una comarca della provincia di Siviglia, in Andalusia. Fu istituita il 28 marzo 2003.

## Comuni della comarca
È costituita dai seguenti comuni:
- Cañada Rosal
- Écija
- Fuentes de Andalucía
- La Luisiana

## Confini
Confina a nord-est con la provincia di Cordova, a sud con la comarca di Sierra Sur de Sevilla e ad est con la comarca di Campiña de Carmona. Si estende su una superficie totale di 1238,36 Km2 e nel 2016 contava 55.342 abitanti.